# بيغ بايني (ميزوري)
بيغ بايني (بالإنجليزية: Big Piney)‏ هي إحدى المجتمعات الفردية (غير مصنفة) في ولاية ميزوري في الولايات المتحدة الأمريكية.